# Badri Chasaija
Badri Chasaija (* 24. září 1979 Kutaisi) je bývalý gruzínský zápasník – klasik.

## Sportovní kariéra
Zápasení se věnoval od 9 let. Pod vedením Damerlanda Davitaiji se později specializoval na řecko-římský (klasický) styl. V gruzínské mužské reprezentaci se pohyboval od roku 2000 ve váze do 76 (74) kg. Na úspěšnou sezonu 2002 však v roce 2004 nenavázal a neprošel sítem olympijských kvalifikačních turnajů pro účast na olympijských hrách v Athénách. Od roku 2005 startoval ve vyšší váze do 84 kg. V roce 2008 startoval na olympijských hrách v Pekingu, kde prohrál v úvodním kole s Turkem Nazmi Avlucou 0:2 na sety. Sportovní kariéru ukončil v roce 2011.

## Výsledky
| Turnaj             | 1995 | 1996 | 1997 | 1998 | 1999 | 2000 | 2001 | 2002 | 2003 | 2004 | 2005 | 2006 | 2007 | 2008 | 2009 |
| Turnaj             | 16   | 17   | 18   | 19   | 20   | 21   | 22   | 23   | 24   | 25   | 26   | 27   | 28   | 29   | 30   |
| Turnaj             | -62  | -62  | -69  | -69  | -76  | -76  | -76  | -74  | -74  | -74  | -84  | -84  | -84  | -84  | -84  |
| ------------------ | ---- | ---- | ---- | ---- | ---- | ---- | ---- | ---- | ---- | ---- | ---- | ---- | ---- | ---- | ---- |
| Olympijské hry     |      | —    |      |      |      | —    |      |      |      | —    |      |      |      | úč.  |      |
| Mistrovství světa  | —    |      | —    | —    | —    |      | —    | 2.   | úč.  |      | úč.  | 5.   | 3.   |      | 5.   |
| Mistrovství Evropy | —    | —    | —    | —    | —    | —    | —    | 1.   | úč.  | —    | 3.   | —    | úč.  | 2.   | —    |
| MS juniorů         | —    | úč.  | —    | 3.   | 5.   |      |      |      |      |      |      |      |      |      |      |
| ME juniorů         | —    | —    | —    | 4.   | 1.   |      |      |      |      |      |      |      |      |      |      |
| MS dorostenců      | 2.   |      |      |      |      |      |      |      |      |      |      |      |      |      |      |